# Menace dans le ciel
Menace dans le ciel (titre original : Rogue Moon) est un roman de l'écrivain américain Algis Budrys publié en 1960. le roman fut nommé pour le Prix Hugo en 1961. Une version substantiellement raccourcie du roman a été publiée à l'origine dans F&SF; cette histoire de la longueur d'une nouvelle a été incluse dans The Science Fiction Hall of Fame, Volume Two, édité par Ben Bova. Il a été adapté sous dorme de drame radiophonique par Youri Rasovsky en 1979.
Rogue Moon concerne en grande partie la découverte et l'enquête sur un grand artefact extraterrestre trouvé à la surface de la Lune. L'objet finit par tuer ses explorateurs de diverses manières – plus précisément, les enquêteurs « meurent dans leurs efforts pour pénétrer dans un labyrinthe construit par des extraterrestres où un mauvais virage signifie la mort instantanée », mais leurs morts révèlent lentement le parcours semblable à celui d'un palais du rire que les humains doivent emprunter.

## Résumé
Le Dr Edward Hawks dirige un projet top secret pour la marine américaine, utilisant les installations de Continental Electronics pour enquêter sur un grand artefact extraterrestre mortel trouvé sur la Lune. Des volontaires y pénètrent et l'explorent, mais sont inévitablement tués pour avoir enfreint les règles extraterrestres inconnues en vigueur au sein de la structure. Hawks "doit continuer à envoyer [des volontaires] dans l'artefact, cependant, car chacun se rapproche un peu plus pour trouver un chemin à travers le labyrinthe extraterrestre" et donc, ainsi, de comprendre de quoi il s'agit.
Vincent "Connie" Connington, chef du personnel de Continental, dit à Hawks qu'il a trouvé le candidat parfait pour la prochaine mission. Connington est amoral et manipulateur, testant ouvertement les faiblesses de Hawks et de tous ceux qu'il rencontre. Il emmène Hawks voir Al Barker, un aventurier et amateur de sensations fortes. Hawks rencontre également Claire Pack, une sociopathe d'un genre différent. Là où Connington convoite le pouvoir et Barker semble aimer la mort, Claire aime utiliser le sexe, ou la perspective du sexe, pour manipuler les hommes. Connington la veut, mais elle reste avec Barker car il n'a aucune faiblesse à ses yeux. Hawks doit faire appel au côté obscur de Barker pour le persuader de rejoindre le projet. Claire essaie de pousser à bout Hawks tout en affrontant Connington contre Barker.
Hawks a créé un émetteur de matière qui scanne une personne ou un objet pour en faire une copie aux récepteurs sur la Lune. La copie terrestre est placée dans un état de privation sensorielle qui lui permet de partager les expériences du doppelgänger. Cependant, aucun des participants n'a été capable de rester sain d'esprit après avoir subi la mort de seconde main.
Barker est le premier à conserver sa raison, mais même lui est profondément affecté la première fois, s'exclamant : "... ça s'en fichait ! Je n'étais rien pour ça !" Il revient encore et encore au défi, avançant un peu plus loin à chaque fois. Pendant ce temps, sa relation avec Claire se détériore, alors même que Connington poursuit ses tentatives désastreuses pour la gagner, recevant à un moment donné une raclée de Barker. Finalement, Connington annonce qu'il démissionne et Claire part avec lui.
Pendant ce temps, Hawks entame une relation avec une jeune artiste, Elizabeth Cummings, et lui exprime son tourment à propos du projet. Enfin, Barker annonce qu'il a presque fini de trouver un chemin à travers l'artefact. Hawks emmène Elizabeth dans un lieu romantique et lui déclare son amour, puis revient au projet. Il se transmet ainsi que Barker à la Lune, où son double rejoint celui de Barker lors de la dernière manche.
Ensemble, les deux se frayent un chemin à travers une série de paysages étranges contenant des pièges mortels. Émergeant de l'autre côté, Hawks dit à Barker qu'ils ne peuvent pas retourner sur Terre. L'équipement sur la Lune est trop grossier pour transmettre un homme en toute sécurité, et même si c'était possible, il y a déjà des gens qui vivent leur vie. Tous les hommes travaillant sur la Lune sont des doublons, principalement des hommes de la Marine, tous volontaires. Hawks choisit de rester à l'extérieur de la base jusqu'à ce que son air s'épuise. Barker revient quand même pour essayer d'être retransmis.
De retour sur Terre, Hawks enlève sa combinaison d'isolation et trouve une note dans sa main, qu'il savait être là. Il se lit simplement, "Rappelle-moi à elle."